# Spodnje Brezovo
Spodnje Brezovo je naselje v Občini Ivančna Gorica.

## Znane osebnosti
- Angelca Škufca, znana tudi kot Mleščevska Angelca, (1932-2020), slovenska kmetica in ljudska pisateljica